# Werner Hausmann (Schauspieler)

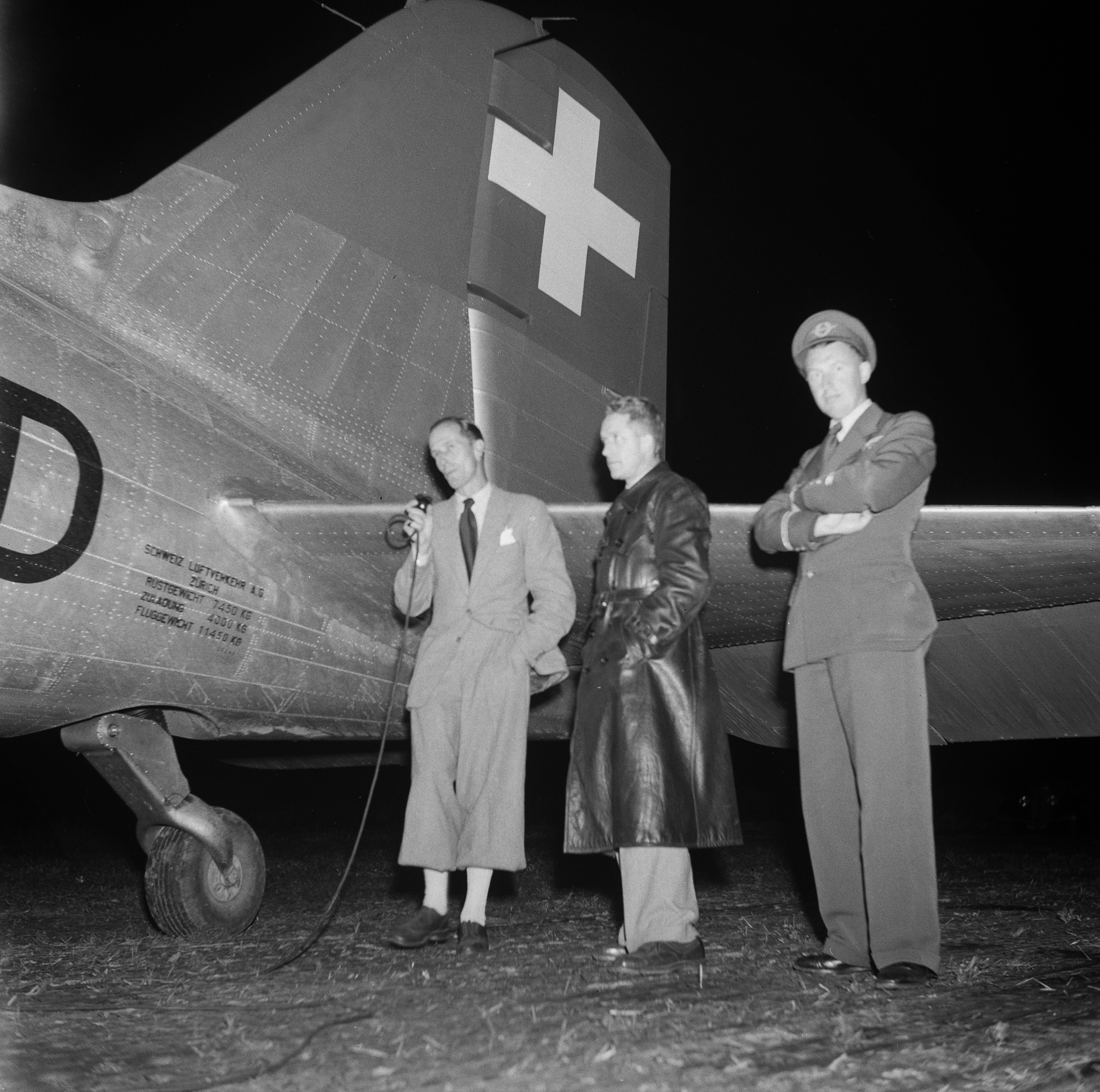
Für Studio Basel interviewt Werner Hausmann (links, mit Mikrofon) auf dem Flugplatz Basel-Mülhausen einen Piloten zum nächtlichen Postflug mit einer Douglas DC-3 nach Amsterdam (ca. 1946–1948)

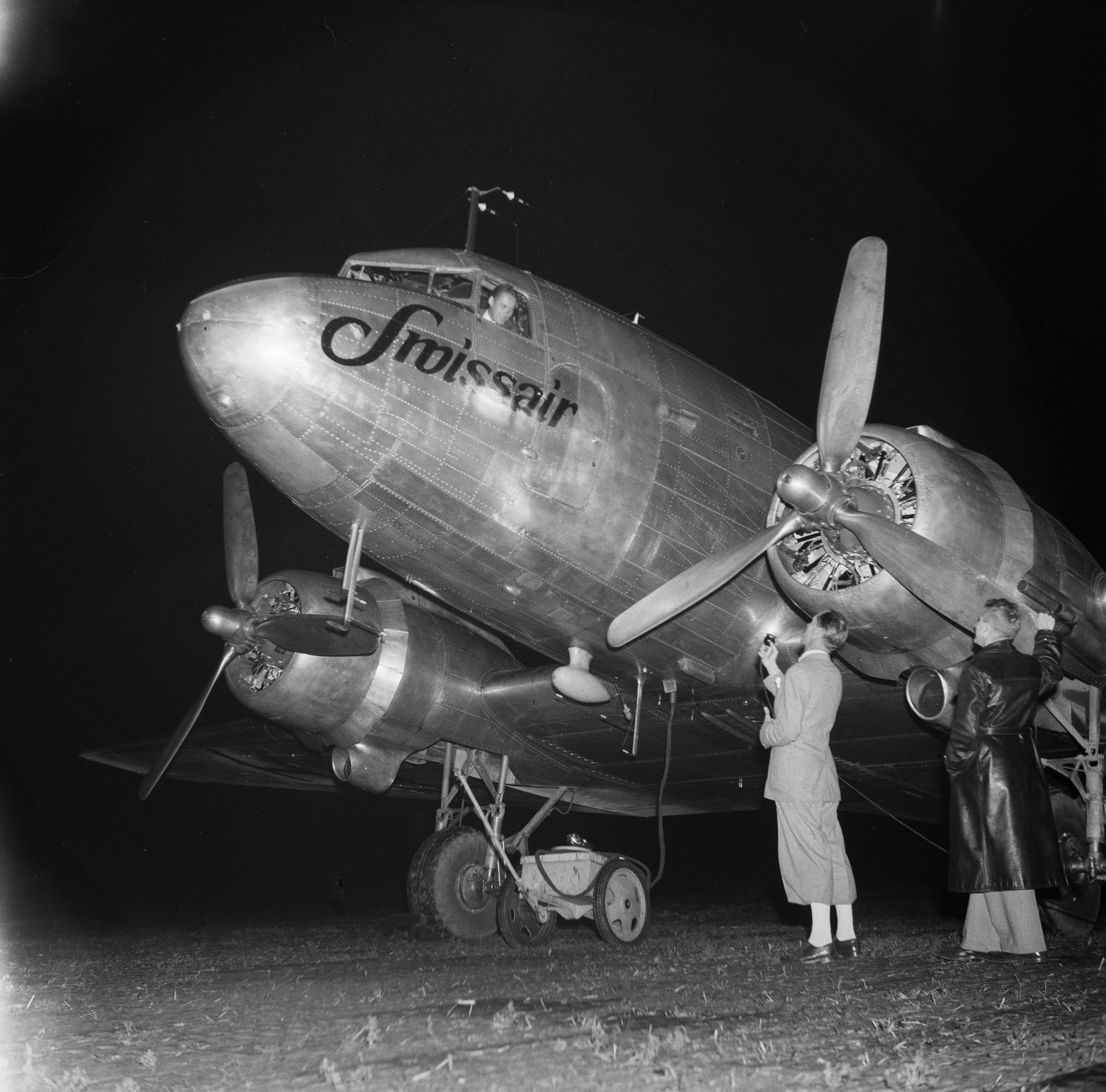
Für Studio Basel interviewt Werner Hausmann (Mitte, mit Mikrofon) auf dem Flugplatz Basel-Mülhausen einen Piloten zum nächtlichen Postflug mit einer Douglas DC-3 nach Amsterdam (ca. 1946–1948)

Werner Hausmann (* 14. Juni 1901 in Basel; † 17. Juli 1991 ebenda) war ein Schweizer Theater- und Hörspielregisseur, Schauspieler sowie Reporter und Fernsehmoderator.

## Leben und Wirken
Nach der Matura in Basel besuchte Hausmann die Ecole de Commerce in Neuenburg und war im Anschluss als Kaufmann in der Eisenindustrie tätig. Im Jahr 1920 begann er ein Schauspielstudium in Berlin und bekam in der Spielzeit 1921/22 sein erstes Engagement am Stadttheater Bautzen. Im Anschluss spielte er an verschiedenen Theatern, wie dem Albert-Theater Dresden, an der Volksbühne Zürich, am Schwarzburgischen Landestheater Rudolstadt, am Neuen Theater am Zoo Berlin und am Wallner-Theater Berlin.
Ab 1929 war er auch als Filmschauspieler tätig. Nach dem Wahlerfolg der Nationalsozialisten bei der Reichstagswahl 1930 kehrte Hausmann in die Schweiz zurück. Dort arbeitete er als Sprecher, Sportreporter und Autor von Industriereportagen beim Landessender Beromünster. Ab 1932 fungierte er auch als Moderator von verschiedenen Kindersendungen, wie Kinderstunde oder Von Haus zu Haus, sowie für die Quizsendung Dopplet oder nüt. Zwischen 1930 und 1956 inszenierte er als Regisseur unter anderem Egmont und Donadieu am Stadttheater Basel, sowie Helden am Stadttheater Bern.
Hausmann war seit 1947 für verschiedene Schweizer und deutsche Rundfunkanstalten, darunter dem SWF in Baden-Baden als Hörspielregisseur und -sprecher tätig. Für viele Produktionen übernahm er auch die Funkbearbeitung. Ab 1961 war er Leiter der Hörspielabteilung im Studio Basel des Schweizer Radios DRS.
Hausmann ist der Onkel des Hörspielautors und -regisseurs Hans Hausmann.

## Veröffentlichungen

### Theatrografie (Auswahl)
- 1938: Lueg di a und lach di us, eine heitere Revue aus dem Alltag, Stadttheater Basel (Drehbuch, Regie: Egon Neudegg und Rudolf Bernhard)
- 1939: Herzlich willkommen, Stadttheater Basel (Drehbuch, Regie: Egon Neudegg)
- 1941: Egmont, Stadttheater Basel (Regie)
- 1954: Donaudei, Stadttheater Basel (Regie)
- 1954: Die Auster und die Perle, Stadttheater Basel (Regie)
- 1956: Nächtliches Gespräch mit einem verachteten Menschen, Stadttheater Bern (Regie)
- 1958: Helden, Stadttheater Bern

### Hörspiele (Auswahl)
- 1947: Maurice Rostand: Der Mann, den sein Gewissen trieb (Bearbeitung, Regie, Sprecher: Marcel Laurain) (Hörspielbearbeitung – SWF)
- 1947: Robert Ardrey: Leuchtfeuer (Bearbeitung); Regie: Karl Peter Biltz (SWF) und Regie: Cläre Schimmel (Radio Stuttgart) (Hörspielbearbeitung)
- 1948: Gotthold Ephraim Lessing: Nathan der Weise (Bearbeitung, Regie, Sprecher: Tempelherr) (Hörspielbearbeitung – SRG Zürich)
- 1951: John Galsworthy: Wer Pech berührt, besudelt sich (Bearbeitung, Regie) (Hörspielbearbeitung – NWDR)
- 1954: Thomas Mann: Königliche Hoheit (8 Teile) (Regie) (Hörspielbearbeitung – SWF/SRG SSR)
- 1955: Peter Lotar: Friedrich Schillers Leben und Werk (6. Abend: Dich schuf das Herz, du wirst unsterblich leben) Nach historischen Quellen (Sprecher: Kritker) – Regie: Wilhelm Semmelroth (Original-Hörspiel – NWDR Köln)
- 1956: Jean Giraudoux: L’Impromptu de Paris (Sprecher: Robineau) – Übersetzung, Bearbeitung und Regie: Hans Rothe (Hörspielbearbeitung – SWF)
- 1958: Kurd E. Heyne: Der Retter (Regie) (Hörspiel – SR)
- 1959: Stefan Zweig: Schachnovelle (Regie) (Hörspielbearbeitung – SRG SSR/HR/SR)
- 1961: Honoré de Balzac: Die rote Herberge (Regie) (Hörspielbearbeitung – HR)
- 1964: John Galsworthy: Kampf bis aufs Messer (Regie) (Hörspielbearbeitung – SR/SR DRS)
- 1964: William Shakespeare: Perikles, Fürst von Tyros (Bearbeitung, Regie) (Hörspielbearbeitung – SR)
- 1964: Agustín Cuzzani: Der Mittelstürmer starb im Morgenlicht (Bearbeitung, Regie) (Hörspielbearbeitung – BR/SR DRS)

### Filmografie (Auswahl)
- 1968: Die sechs Kummerbuben